# Весло
Весло́ (др.-рус. везсло от гл. везти) — приспособление для гребли на лодках, шлюпках и других маломерных суднах. На гребных суднах весла являются основным движителем, на моторизованных (моторные лодки, катера) и парусных суднах (яхты) — вспомогательным и резервным.
Представляет собой стержень, на одном конце которого находится лопасть, а на другом — рукоять весла. Во время гребли весло упирается в уключину на краю (планшире) борта судна.
Вальковые — более короткие вёсла с утяжелителем — используются на ялах, где на одной банке сидят два гребца. Безвальковые вёсла — на вельботах, гичках, на лодках для академической гребли, где на банке сидит один гребец с одним распашным (с длинной рукоятью для обеих рук) веслом. Парные вёсла применяются на небольших лодках одним гребцом.
Весло, используемое без уключины, которое не упирается в борт судна, а полностью удерживается в руках гребца, называется весло-гребок. Бывает одно- (на каноэ) и двухлопастным (на байдарках). Двухлопастное весло дополнительно снабжается манжетами для предотвращения стекания воды с лопастей на руки гребца.
На галерах использовались вёсла длиной до 12 метров. Одним таким веслом гребли до 6 гребцов.

## История
Гребные вёсла используются с раннего неолитического периода. Каноэобразные керамические и шесть деревянных вёсел, датируемые 6000 г. до н. э., были обнаружены в культуре Хэмуду, провинция Чжэцзян, Китай. В 1999 году весло размером 63,4 см (2 фута) в длину, датируемое 4000 г. до н. э., было также обнаружена в префектуре Исикава, Япония. Самое раннее изображения весла, на древнеегипетской вазе, датируется 3-м тысячелетием до н. э.

## Устройство
Рукоять — место для держания весла.
Валёк — утолщённая часть для уравновешивания весла на участке от рукояти до уключины. Дополнительно может утяжеляться свинцом, залитым в отверстия валька. Форма валька шестигранная, четырехгранная или круглая. Вальковые вёсла используются на ялах. Уравновешивание валькового весла производится таким образом, чтобы при подвешивании за рукоять груза весом 4 кг весло находилось в горизонтальном положении.
Веретено — часть весла от лопасти до валька, всегда круглая, в виде шеста. Место, где веретено переходит в валёк, может укрепляться кожаной или полимерной манжетой для того, чтобы вёсла не перетирались об уключины.
Лопасть — широкая оконечность весла, всегда более или менее плоская. Лопасть опускается при гребле (при правильной гребле — 3/4 лопасти) в воду и служит точкой опоры для весла. Тонкий конец лопасти весла может быть окован металлической полосой (оковка) для прочности.
Во время гребли средняя часть весла вставляется в отверстие — уключину, где фиксируется и создаёт упор.
Вёсла изготавливают из различных видов древесины, разнообразных металлов и полимеров. Деревянные вёсла изготавливаются преимущественно из ели и ясеня.

## Виды
Весла бывают вальковые и безвальковые, парные (два весла для одного гребца) и распашные (одно весло для одного гребца), одно- и двухлопастные вёсла-гребки.
По предназначению для разных видов гребли весла делятся на:
- Уключинные
  - Вальковые, при которых на каждой банке (скамейке) сидит один гребец с парой таких вёсел, или два гребца на одной банке и у каждого по одному (распашному) вальковому веслу.
  - распашные — используются поодиночке, то есть одно весло для одного гребца. Если гребец сидит один на банке, то используется безвальковое распашное весло. Если два гребца сидят на одной банке, то применяется вальковое (более короткое) распашное весло (расстояние между ручками вёсел гребцов около 15 см). У валькового распашного весла валёк должен быть круглый[7] и не слишком толстый, так как за него ухватывается вторая рука гребца. Иногда конец валька срезают на конус к ручке для лучшего хвата[6].
  - парные, когда на банке сидит один гребец и гребёт двумя вёслами.
- Безуключинные (вёсла-гребки)
  - двулопастное весло для гребли на байдарках (каяках);
  - весло-гребок — короткое весло (по большей части с круглой лопастью), которое употребляется в узких каналах и при гребле на каноэ.

также весло с крюком на конце (используется как багор).
Распашные весла могут иметь до 6 — 6,5 метров длины. На античных судах гребцы могли располагаться на двух-трёх уровнях по высоте, но длина вёсел всё равно оставалась одинаковой для обеспечения координации гребли, что заставляло смещать ряды гребцов относительно диаметральной плоскости, чтобы обеспечить работу вёсел в разных плоскостях без пересечения траектории. Средневековые кораблестроители пошли по другому пути — вёсла располагались на одном уровне, но на каждое весло могли сажать до 6 гребцов, что вынуждало применять огромные вёсла длиной до 12 м.
Виды шлюпочных вёсел:
- Безвальковое весло — может быть парным или распашным.
- Вальковое весло — используется на корабельных шлюпках.
- Баковое весло гребца на баке (на носовой банке). Оно несколько короче и легче других.
- Загребное весло гребца кормовой банки.
- Кормовое (рулевое) весло — для передвижения и управления шлюпкой.

## В культуре
- Герб норвежской коммуны Федье
- Герб норвежской коммуны Херёй